# Tempa
Koordinaten: 58° 56′ N, 22° 55′ O
Tempa ist ein Dorf (estnisch küla) in der Landgemeinde Hiiumaa (bis 2017: Landgemeinde Pühalepa). Es liegt auf der zweitgrößten estnischen Insel Hiiumaa (deutsch Dagö).

## Beschreibung
Tempa (deutsch Temba) hat 19 Einwohner (Stand 31. Dezember 2011). Es liegt 13 Kilometer von der Inselhauptstadt Kärdla entfernt.
Tempa war der Hauptort der ehemaligen Landgemeinde Pühalepa.